# سيرجي غارسيا
سيرجي غارسيا (بالإسبانية: Sergi García)‏ (17 فبراير 1997 بميورقة في إسبانيا - ) هو لاعب كرة سلة إسباني في مركز الهجوم خلفي.

## وصلات خارجية
- سيرجي غارسيا على موقع الاتحاد الدولي لكرة السلة (الإنجليزية)
- سيرجي غارسيا على موقع الدوري الإسباني لكرة السلة (الإسبانية)
- سيرجي غارسيا على موقع كرة السلة الأوروبية.كوم (الإنجليزية)
- سيرجي غارسيا على موقع ريلجم (الإنجليزية)
- سيرجي غارسيا على موقع بروبوليرز (الإنجليزية)
- سيرجي غارسيا على موقع سبورتس رفرنس (الإنجليزية)